# 芝谷地

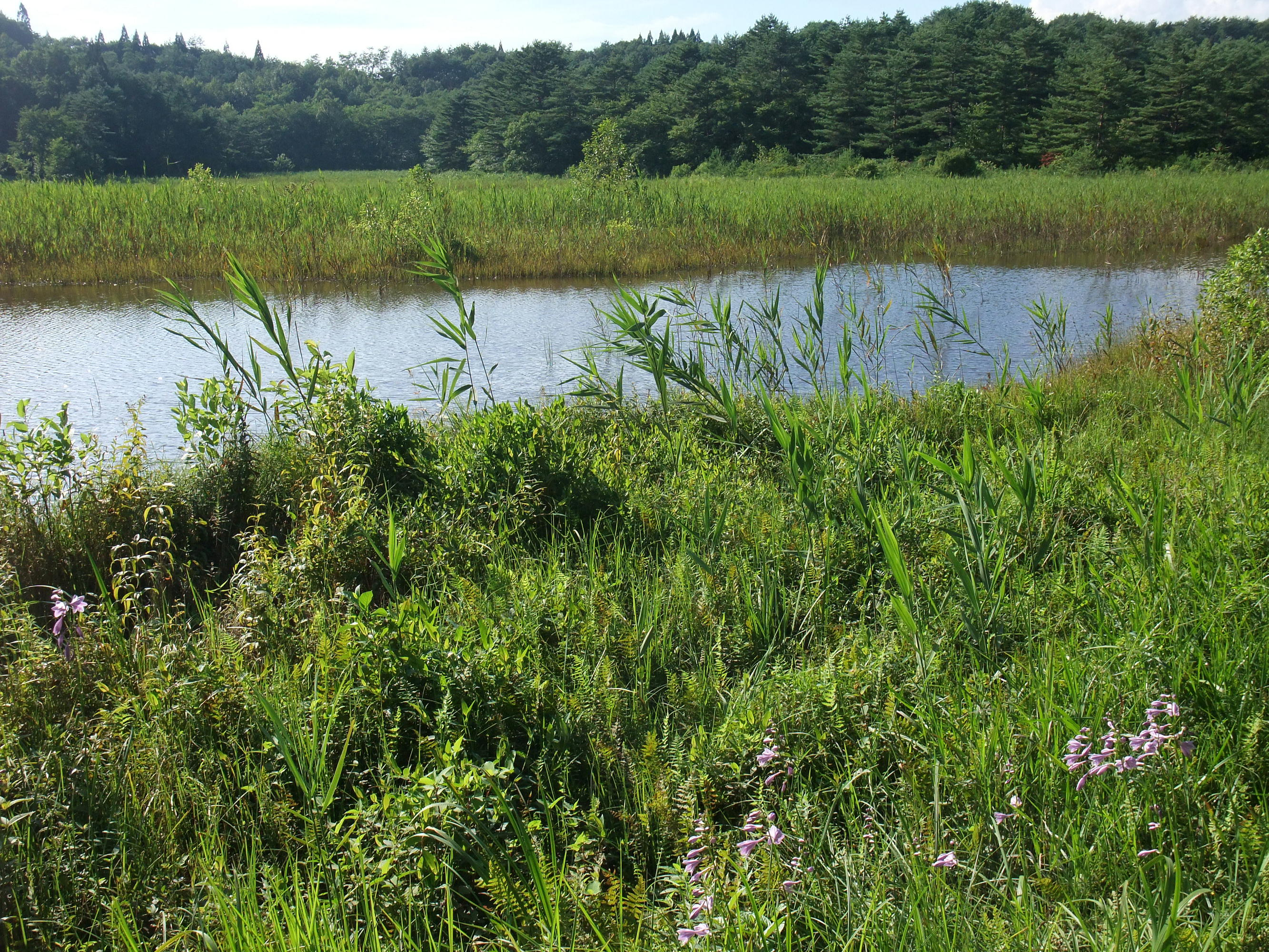
芝谷地湿原 紫の花はタチギボウシ

芝谷地（しばやち）は、秋田県大館市釈迦内にある湿原である。湿原の植物群落は、1936年（昭和11年）9月、芝谷地湿原植物群落の名称で国の天然記念物に指定された。低層湿原としては東北地方で唯一の国指定の天然記念物である。
大館市街より北へ約6kmの国道7号沿いにある。北東から南西にかけて丘がとりまいており、外部と隔絶されている。芝谷地湿原はこの地方にごく普通にあった低地湿原であったが、こうした湿原は水田耕作や宅地造成で急速に消失し、現在ではこの芝谷地は、人為的影響がない貴重な湿原となっている。
国道沿いにあるため交通の便が良く、駐車場も整備されている。湿原を一周する散策路には、四阿が設けられており、木道も整備されているため、見学者は気軽に湿原の観察をすることができる。

## 動植物
芝谷地湿原では、学術上価値が高い湿原植物が自生しており、場所によって植生が異なっている。さらに、食虫植物が多いのもこの湿原の特色となっている。また、ハッチョウトンボを始め多くのトンボや水辺の動植物、野鳥、小動物が手軽に観察できる。
湿原の花の季節は春のザゼンソウに始まり、初夏のレンゲツツジやノハナショウブ、トキソウ、夏のタチギボウシ、チダケサシ、クサレダマ、ヒメシロネ、サワヒヨドリ、アギナシ、ミズトンボ、サギソウさらに季節が進みサワギキョウや秋のエゾリンドウなどが認められる。また、湿原内部に突きだした木道の「トンボデッキ」の傍らにはモウセンゴケやミズオトギリ、ミミカキグサがある。

## アクセス
- 車
秋田自動車道大館北ICから国道7号を北へ約3 km
- 鉄道・バス
JR東日本 奥羽本線から秋北バス陣場線、芝谷地バス停
大館駅から約 12分
白沢駅（白沢バス停）から約 5分